# Gondole
Das Oppidum von Gondole ist eine keltische archäologische Stätte in der Gemeinde Le Cendre bei Clermont-Ferrand im Département Puy-de-Dôme in Frankreich. Neben Gergovia und Corent ist sie eine der drei Siedlungen der Arverner in der Spätlatènezeit. Die Stätte ist in die Liste der Monuments historiques eingetragen.

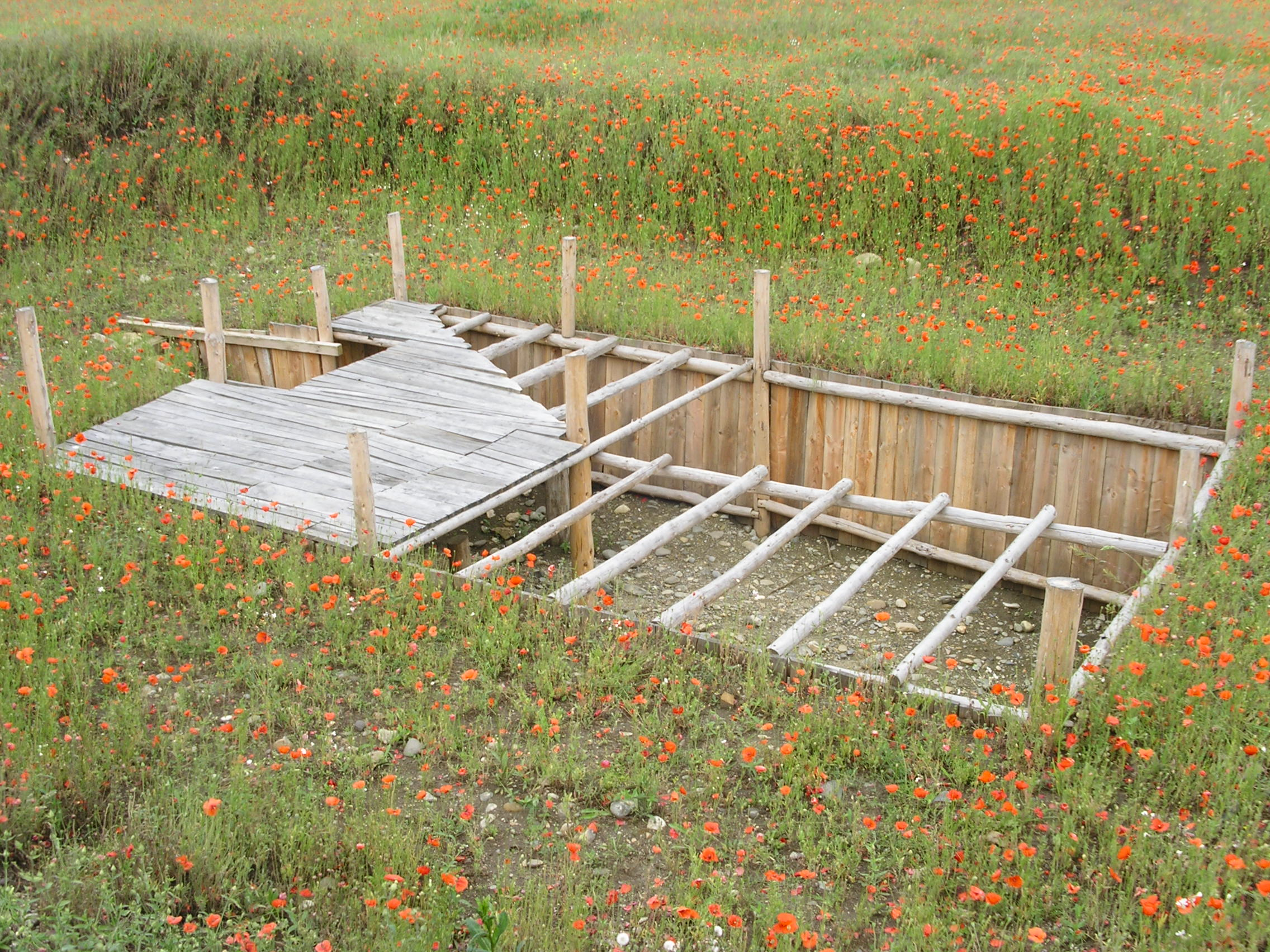
Ausgrabungen in Gondole

## Anlage
Die Fläche des Oppidums innerhalb der Umwallung betrug rund 28 ha, die Fläche der Gesamtanlage 70 ha. Eine breite, palisadengesäumte Straße verband Gondole mit Gergovia.